# خوسيه كوريلز
خوسيه كوريلز هو كاتب مسرحي وشاعر كوبي، ولد في 20 أكتوبر 1937 في Guanabacoa ‏ في كوبا، وتوفي في 1 مايو 2002 في نيويورك في الولايات المتحدة.